# 직권남용죄
직권남용죄(職權濫用罪)는 공무원이 직권을 남용하여 타인으로 하여금 의무 없는 일을 행하게 하거나 타인의 권리행사를 방해하는 죄이다. 5년 이하의 징역과 10년 이하의 자격정지 또는 1천만원 이하의 벌금에 처한다(대한민국 형법 제123조). 공무원이 그 직권을 남용하여 국가 또는 지방자치단체 작용의 엄정(嚴正)을 해하였다는 데에 본죄의 특질이 있으며 헌법적으로 주권자인 국민에 대해 봉사자인 공무원이 갑질하는 것을 예방하여 국민주권주의를 기본으로 하는 헌정질서 수호를 목적으로 한다. 하지만 오랜 비민주적인 통치 권력이 집권하던 시기에 공무원에 의한 전횡적인 횡포가 잇따르자 1988년 6월 항쟁의 결실로 대통령 선거 직선제 등 민주화 개헌을 하면서 행정부 견제 수단으로 헌법재판소를 신설하면서 국민이 헌법재판소에 직접 '공권력 행사나 불행사에 의한 기본권 침해가 있은 때'에 헌법소원을 청구할 수 있게 하였는데 그 대상은 직권남용과 직무유기 범죄이다.
'직권의 남용'이란 형식적으로 일반직무권한에 속하는 사항에 대하여 자기의 직권을 남용하여 행사하는 것을 말한다. 의무없는 일을 하게 하거나 권리행사를 방해하는 것으로서 예컨대 부당하게 과중한 세금을 부과하여 납부케 하는 경우도 포함한다. 공무원이 직권을 남용하여 폭행·협박으로써 사람의 권리행사를 방해한 경우에는 본죄가 아니라 324조의 죄를 구성하며 그 처벌은 135조의 규정에 의하여 그 형의 2분의 1까지 가중한다.
그러나 현실적으로 적용하여 처벌하는 것은 거의 없다. 특히 범죄 구성요건으로 "강제성이 있어야 한다"고 하는데 마치 하여야 하는 것처럼 지시하고선 추후에 강제성이 없어 직권남용이 아니라고 하는 것은 모순이 있고 무엇보다 검사의 독점적 기소 권한의 폐단 성격이 짙으며 사회적인 화제가 될 때 기소가 이루어진다.

## 연혁
직권남용죄를 범한 공무원을 일정 수준 이상으로 처벌하기 위해서 제정형법의 입법자는 직권남용죄의 법정형을 의용형법보다 높였지만, 1995. 12. 29. 형법일부개정(법률 제5057호)으로 형법 제123조의 표제가 ‘타인의 권리행사방해’에서 ‘직권남용’으로 바뀌었고, 직권남용죄의 법정형에 ‘1천만원 이하의 벌금’이 선택형으로 추가되었다. 당시 형법중개정법률안(대안)의 제안이유나 국회회의록에서는 동 개정의 이유를 확인할 수 없다.8) 그런데 당시 법제사법위원회는 1992. 7. 제출된 정부의 형법개정법률안은 본회의에 부의되지 않기로 하고 형법안심사소위원회의 형법중개정법률안(대안)을 위원회안으로 제안하였고, 동 법률안은 국회본회의를 통과하였다. 폐기된 정부의 형법개정법률안 제364조는 현행형법 제123조와 동일하였고, 1992. 10. 발간된 법무부의 형법개정법률안 제안이유서에서 이렇게 문언이 바뀐 이유를 찾을 수 있다. 타인의 권리행사방해죄는 형법 제323조 내지 제324조의 권리행사방해죄와는 성질을 달리하는 직권남용을 본질로하는 범죄라는 점을 고려하여 죄명을 직권남용죄로 고쳤고, 직권남용죄의 불법의 정도가 반드시 자유형에 의하여 처벌해야 할 것은 아니라는 점을 참작하여 벌금형을 활용함으로써 구체적으로 타당한 양형을 가능하게 하기 위하여 선택형으로 벌금형이 추가되었다는 것이다. 당시의 형법개정과정과 변화된 법정형을 고려하면, 정부의 형법개정법률안 제364조의 개정취지는 형법중개정법률안(대안) 제123조에도 반영되었다고 하지 않을 수 없다. 즉 공무원의 직권남용행위를 엄벌하려는 것이 제정형법상 직권남용죄의 입법 의도였다고 하더라도 1995년의 형법개정을 통하여 직권남용죄의 불법에 상응하는 형벌은 벌금형이 될 수도 있다는 새로운 입법의도가 종래의 입법의도를 보완하게 되었다.
직권남용죄의 법정형의 최고치는 여전히 징역 5년이지만 벌금형이 선택형으로 존재하기 때문에 검찰과 법원은 직권남용의 다양한 양태에 보다 순발력 있게 대처할 수 있게 되었다.

## 보호법익와 기수시기

### 국가적 법익과 개인적 법익의 병존(竝存)
대법원은 직권남용죄는 ‘국권의 공정’을 보호법익으로 하고 법익침해결과의 발생 위험이 있으면 족한 ‘위험범’이면서 직권남용행위로 인하여 현실적으로 다른 사람이 법률상 의무 없는 일을 하였거나 다른 사람의 구체적인 권리행사가 방해되는 결과가 발생하여야 기수에 이르는 ‘결과범’으로 이해한다. 김기춘 등 블랙리스트 상고심(2018도2236 전합판결)에서 별개의견(박상옥 대법관)은 직권남용죄의 보호법익을 ‘국가기능 행사에 대한 사회 일반의 신뢰’와 ‘개인의 자유 및 권리’, 다수의견에 대한 보충의견(안철상, 노정희 대법관)도 ‘국가기능의 공정한 행사에 대한 사회 일반의 신뢰’와 ‘개인의 자유와 권리’로 파악한다. 헌법재판소도 보충의견과 같은 입장이다. 다수의견은 보호법익에 대해서 별도로 언급하지 않는다. 학설도 보통 국가기능의 공정한 행사를 보호법익으로 본다. 위험범은 침해범에 대응하고 결과범은 거동범에 대응하는 개념이므로 직권남용죄가 위험범이면서 결과범이라고 하는 것이 모순되지는 않는다. 법익의 ‘침해’ 또는 ‘위험’은 가치판단을 요하는 개념이기 때문에 법익의 보호정도에 대한 이해도 다양할 수 있다. 공무원은 국민전체에 대한 봉사자이고 국민에 대하여 책임을 지므로(헌법 제7조 제1항) 공무원이 직권을 남용하여 개인의 자유와 권리를 침해하는 것은 이러한 헌법상 지위와 의무에 위반된다. 이런 의미에서 국가기능의 공정한 행사라는 국가적 법익이 보호됨으로써 개인의 자유와 권리라는 개인적 법익이 반사적으로 보호된다고 보는 것은 적절하지 않다. 사람의 권리행사방해 등의 결과가 발생하면 직권남용죄는 기수에 이르고 이때 국가기능의 공정한 행사라는 법익도 침해되었다고 볼 수 있으므로 동 법익은 침해범으로서 보호받는 것으로 해석할 수도 있다. 그런데 직권남용죄의 구성요건은 직권남용‘행위’와 사람의 권리행사방해 등의 ‘결과’로 형성되어 있는바, 이에 따라 구성요건해당성 평가에서는 ‘순차적으로’ 행위와 결과의 존재를 검토하는 것으로 이해함이 적절하다. 즉 먼저 국가기능의 공정한 행사에 대한 위험을 발생시키는 직권남용행위의 존재를 확인하고, 다음으로 사람의 권리행사방해 등의 결과의 존재를 확인하면 된다. 동 결과가 발생한 시점에서 이미 검토된 국가기능의 공정한 행사라는 법익의 침해 여부를 다시 따질 필요는 없다. 요컨대 직권남용죄는 국가기능의 공정한 행사와 개인의 자유와 권리를 보호법익으로 하고, 전자는 위험범, 후자는 침해범으로 보호받는다고 해야 한다.

### 미수범처벌규정의 부재(不在)
직권남용죄는 사람의 권리행사방해 등의 구성요건결과가 발생한 때 기수에 이르지만, 미수범처벌규정이 없는 것은 문제점으로 지적된다. 폭행 또는 협박으로 사람의 권리행사방해 등을 하는 강요죄의 미수범은 처벌하면서 직권을 남용하여 사람의 권리행사방해 등으로 나아가는 직권남용죄의 미수범을 처벌하지 않는 것은 현저히 형평에 반한다는 것이다. 그러나 강요죄를 구성하는 폭행 또는 협박은 그 자체로 범죄가 되는 반면, 직권남용은 반드시 폭행 또는 협박에 의할 것을 요하지 않고 독립적인 처벌대상도 아니다. 직권남용죄의 미수범을 처벌하면 그 자체로는 범죄가 되지 않는 직권남용행위를 우회적으로 처벌영역으로 끌어들이는 것이 되고, 결과적으로 직권남용죄가 ‘남용’될 여지를 확대한다. 더욱이 폭행 또는 협박에 의하지 않는 직권남용행위 자체가 어느 정도의 처벌가치를 갖는가에 대한 진지한 검토도 필요하다. 그렇다면 직권남용죄의 미수범을 처벌하는 규정이 없는 것이 반드시 부당하다고 할 수는 없다.

## 구성요건요소

### 행위의 주체 - ‘공무원’
직권남용죄는 공무원이 직권남용으로 사람의 권리행사방해 등의 결과를 초래하는 것이므로 그 주체인 ‘공무원’이 강제력을 수반하는 직무를 수행하는 공무원이어야 하는지가 문제된다. 이를 긍정하고 경찰·검찰·특별사법경찰관리의 직을 수행할 수 있는 공무원을 예로 드는 견해도 있다. 이에 의하면 직권남용죄의 성립범위가 제한될 수는 있지만, 신청에 대한 인·허가권한과 같은 권리부여형의 권한을 가진 공무원이 신청을 묵살하거나 부당하게 인가를 늦추는 경우는 직권남용죄에 해당하지 않게 된다. 무엇보다 형법 제123조는 직권남용죄의 주체인 ‘공무원’의 범위에 제한을 두고 있지 않으므로 강제력을 수반하는 직무를 수행하는 공무원으로 주체를 제한할 필요는 없다. 따라서 대통령비서실장, 정무수석, 문화체육부장관 등은 물론(2018도2236 전합판결) 국회와 법원의 구성원인 공무원도 직권남용죄의 주체가 될 수 있다. 가령 입법권은 국회에 속하고(헌법 제40조), 국민에 의하여 직접 선출되는 국민의 대표인 국회의원이 헌법과 법률에 따라 부여받는 여러 가지 권한 중 가장 중요하고 본질적인 것은 입법에 대한 권한이다. 입법에 관한 권한은 국회의원의 일반적·구체적 직무권한에 속하기 때문에 국회의원이 이를 남용하면 직권남용이 될 수 있다. 입법은 다양한 분야에서 다양한 고려를 통해서 이루어지는 복합적인 것이라는 점에서 입법권의 남용 여부를 쉽게 판단하기는 어렵다. 그러나 국회의원이 청렴의무, 국가이익우선의무 등의 헌법상 의무(헌법 제46조)를 위반하여 입법권을 행사하거나 의도적으로 과잉금지원칙을 위반하는 내용의 입법권을 행사하는 것은 직권남용에 해당할 수 있다. 이런 의미에서 국회의원이 퇴직한 검사의 공직선거 입후보를 일정기간 제한하는 법률안을 발의하는 것은 형식적으로는 입법권의 행사로 보이더라도 실질적으로 위법·부당한 직권행사로 평가될 여지가 있다. 이를 직권남용으로 보는 경우에도 이 법률안이 국회 본회의를 통과하고 법률로서 효력을 발하여 해당 검사(들)의 공무담임권 등의 권리의 행사가 현실적으로 방해하는 결과가 발생해야 직권남용죄가 성립할 수 있다. 직권남용죄의 미수범은 처벌하지 않기 때문이다. 그렇지만 국회의원은 국회에서 행한 발언과 표결에 관하여 국회 외에서 책임을 지지 않는 면책특권을 가지고 있다(헌법 제45조). 면책의 대상이 되는 발언은 의제에 관한 일체의 의사표시를 말하고, 의제에 관한 발의도 이에 해당한다. 따라서 국회의원이 직권을 남용하는 형태로 법률안 발의 등을 하여 직권남용죄가 성립하더라도 국회의원은 인적 처벌조각사유인 면책특권을 가지기 때문에 처벌되지 않는다. 결론적으로 국회의원이 입법에 관한 권한을 기초로 하여 직권남용죄를 범하는 경우 그 공범만 처벌할 수 있다.

## 유명한 사건
닉슨 대통령이 워터게이트 사건에서 직권남용죄로 미국 상원이(하원 가결) 탄핵소추를 가결하려고 하자, 자진 사임했다.
이명박 정부에서 국가정보원 댓글 공작과 박근혜 정부에서 문화•예술인 블랙리스트 작성이나 국가정보원 특수활동비 상납 요구에 대해 당시 대통령을 비롯하여 청와대 비서실장과 부처 장관, 국가정보원장 등이 직권남용으로 구속된 바가 있으나 현직 대통령 탄핵이라는 정치적 격변기에 특별검사가 그동안의 관행을 깨고 죄를 원칙적으로 적용하여 구속하기도 했으나 대부분 집행유예 선고를 받았다.
하지만 검사가 죄에 대하여 불기소처분할 수 있는 형사소송법 규정으로 인하여 경찰관, 교도관, 판사 등 행정과 사법 영역에서 종사하는 공무원에 의하여 직권남용이 관행적으로 이루어지고 있다. 예를 들어 공무원이 요구를 할 때 시민이 이의를 제기하면 "안해도 된다"고 하면서 "강제성이 없다"고 하는 방법으로 직권남용에 있어 법에 명시되어 있지 않은 강제성을 두고 논란이 있었으나 대법원 전원합의체(주심 안철상 대법관)는 2020년 1월 30일 직권남용 등 혐의로 기소된 김기춘 전 대통령 비서실장에게 징역 4년을, 조윤선 전 문화체육관광부 장관에게 징역 2년 등을 선고한 원심을 파기하고 사건을 서울고등법원으로 돌려보내면서 "직권남용죄는 '직권의 남용'과 '의무없는 일을 하게 한 때' 등 두 단계로 나눠 이를 모두 충족해야 직권남용죄가 성립한다."고 했다.(대법원2018도2236).

## 판례
- 직권남용권리행사방해죄에서 말하는 ‘권리’는 법률에 명기된 권리에 한하지 않고 법령상 보호 되어야 할 이익이면 족하고, 그것이 공법상의 권리인지 사법상의 권리인지를 묻지 않는다.[20]
- 정보통신부장관이 개인휴대통신 사업자선정과 관련하여 서류심사는 완결된 상태에서 청문심사의 배점 방식을 변경함으로써 직권을 남용하였다 하더라도, 이로 인하여 최종 사업권자로 선정되지 못한 경쟁업체가 가진 구체적인 권리의 현실적 행사가 방해되는 결과가 발생하지는 아니하였으므로, 직권남용권리행사방해는 성립하지 아니한다.[21]
- 직권남용죄의 “직권남용”이란 공무원이 그의 일반적 권한에 속하는 사항에 관하여 그것을 불법하게 행사하는 것, 즉 형식적, 외형적으로는 직무집행으로 보이나 그 실질은 정당한 권한 이외의 행위를 하는 경우를 의미하고, 따라서 직권남용은 공무원이 그의 일반적 권한에 속하지 않는 행위를 하는 경우인 지위를 이용한 불법행위와는 구별된다[22]
- 직권남용권리행사방해죄에서 공무원이 직무와는 상관없이 단순히 개인적인 친분에 근거하여 문화예술 활동에 대한 지원을 권유하거나 협조를 의뢰한 경우에는 직권남용에 해당하지 않는다.[23]
- 대통령비서실 정책실장이 공무원으로 하여금 특별교부세 교부대상이 아닌 특정 사찰의 중 • 개축사업을 지원하는 특별교부세 교부신청 및 교부결정을 하도록 하게 한 경우에는 직권남용죄가 성립한다.[24]
- 공무원이 한 행위가 직권남용에 해당한다고 하여 그러한 이유만으로 상대방이 한 일이 ‘의무 없는 일’에 해당한다고 인정할 수는 없다. ‘의무 없는 일’에 해당하는지는 직권을 남용하였는지와 별도로 상대방이 그러한 일을 할 법령상 의무가 있는지를 살펴 개별적으로 판단하여야 한다. 직권남용 행위의 상대방이 일반 사인인 경우 특별한 사정이 없는 한 직권에 대응하여 따라야 할 의무가 없으므로 그에게 어떠한 행위를 하게 하였다면 ‘의무 없는 일을 하게 한 때’에 해당할 수 있다.[25]
- 직권남용권리행사방해죄는 공무원이 일반적 직무권한에 속하는 사항에 관하여 직권을 행사하는 모습으로 실질적, 구체적으로 위법·부당한 행위를 한 경우에 성립한다. ‘직권남용’이란 공무원이 일반적 직무권한에 속하는 사항에 관하여 그 권한을 위법·부당하게 행사하는 것을 뜻한다. 어떠한 직무가 공무원의 일반적 직무권한에 속하는 사항이라고 하기 위해서는 그에 관한 법령상 근거가 필요하다. 법령상 근거는 반드시 명문의 규정만을 요구하는 것이 아니라 명문의 규정이 없더라도 법령과 제도를 종합적, 실질적으로 살펴보아 그것이 해당 공무원의 직무권한에 속한다고 해석되고, 이것이 남용된 경우 상대방으로 하여금 사실상 의무 없는 일을 하게 하거나 권리를 방해하기에 충분한 것이라고 인정되는 경우에는 직권남용죄에서 말하는 일반적 직무권한에 포함된다[26]
- 해군본부 법무실장인 피고인이 국방부 검찰수사관 甲에게 군내 납품비리 수사와 관련한 수사기밀사항을 보고하게 하였는데, 甲으로서는 외부에 유출될 경우 검찰단의 수사 기능에 현저한 장애를 초래할 수 있는 검찰단 내부 수사 내용을 피고인에게 보고할 법률상의 의무가 없었던 경우, 피고인에게 직권남용권리행사방해죄가 성립한다.[27]
- 직권남용권리행사방해죄는 공무원에게 직권이 존재하는 것을 전제로 하는 범죄이고, 직권은 국가의 권력 작용에 의해 부여되거나 박탈되는 것이므로, 공무원이 공직에서 퇴임하면 해당 직무에서 벗어나고 그 퇴임이 대외적으로도 공표된다. 공무원인 피고인이 퇴임한 이후에는 위와 같은 직권이 존재하지 않으므로, 퇴임 후에도 실질적 영향력을 행사하는 등으로 퇴임 전 공모한 범행에 관한 기능적 행위지배가 계속되었다고 인정할 만한 특별한 사정이 없는 한, 퇴임 후의 범행에 관하여는 공범으로서 책임을 지지 않는다고 보아야 한다[28]

- 공무원인 행위자가 상대방에게 어떠한 이익 등의 제공을 요구한 경우 발생 가능한 것으로 생각할 수 있는 정도의 구체적인 해악의 고지로 인정될 수 없다면 직권남용이나 뇌물 요구 등이 될 수는 있어도 협박을 요건으로 하는 강요죄가 성립하기는 어렵다.[29]
- 직권남용권리행사방해죄는 단순히 공무원이 직권을 남용하는 행위를 하였다는 것만으로 곧바로 성립하는 것이 아니다. 직권을 남용하여 현실적으로 다른 사람이 법령상 의무 없는 일을 하게 하였거나 다른 사람의 구체적인 권리행사를 방해하는 결과가 발생하여야 하고, 그 결과의 발생은 직권남용 행위로 인한 것이어야 한다.[30]

## 비판과 우려
제123조는 “공무원이 직권을 남용하여 사람으로 하여금 의무없는 일을 하게 하거나 사람의 권리행사를 방해한 때에는 5년 이하의 징역, 10년 이하의 자격정지 또는 1천만원 이하의 벌금에 처한다.”고 하여 직권남용권리행사방해죄(이하 “직권남용죄”라 한다)를 규정하고 있다. 공무원이 ‘직권남용’을 하여 ‘의무없는 일을 하게 하거나 사람의 권리행사를 방해하는 행위’(이하 양자를 아울러 언급할 때는 “의무강요․권리방해”라 한다)를 처벌하는 범죄이다.
직권남용죄에 대해서는 “자의적인 해석과 적용”을 통하여 ‘정권교체’나‘순수한 정책적판단에 대한비판’에 따른 전임 고위공직자의 처벌수단이 될 수 있다는 우려가 제기된 바가 있다. 최근 대법원 판례에서 직권남용죄로 유죄판결을 받는 사례가 늘어나자, 직권남용죄에 대한 문제제기도 활발해지고 있다. 우선, 양승태 전 대법원장은 자신의 재판에서 “우리나라 직권남용 혐의의 기원인 일본에서는 공무원이 직무상 권한(직권)을 남용해 ‘일반 국민의 권리를 해칠 때’ 죄가 성립합니다. 따라서 공무원 조직 내부의 상하관계에서 직권남용이 적용된 사례는 없습니다.”라며 직권남용죄 적용의 부당함으로 호소한 바 있다.
직전 대법원장의 이 표현은-와전(訛傳) 가능성을 고려하더라도-상당한 무게감으로 다가온다. 또한 현재 행정부와 사법부의 고위직을 직권남용죄로 기소한 검찰과 그에 대해 유죄판결하는 법원을 비판하면서, 이는 “정상적인 형사법운용이라 할 수 없을 것”이라고 하는 견해도 있다. “종전의 직권남용죄 실무는 수뢰죄의 증거는 불충분하나 처분에 상당한 의문이 있는 사안에 대하여 적용하였고, 법원도 이러한 실정을 감안하여 적용하”여 왔는데, 과거에 비하여 현재에는 과도한 법적용을 한다고도 한다.

## 같이 보기
- 권력 남용
- 권리남용 금지의 원칙 - 민법상의 원칙
- 절차악용